# Бернар 260
Бернар 260 (фр. Bernard 260) је француски ловачки авион. Авион је први пут полетео 1932. године. 

Највећа брзина у хоризонталном лету је износила 376 km/h. Размах крила је био 11,3 метара а дужина 7,80 метара.

## Наоружање
| Наоружање авиона: Бернар 260   |         |
| Ватрено (стрељачко) наоружање  |         |
| Топ                            |         |
| Митраљез                       |         |
| Број и ознака митраљеза        | 2 Дарне |
| Калибар                        | 7,5     |
| Бомбардерско наоружање (бомбе) |         |
| Ракетно наоружање (ракете)     |         |